# Verckys Kiamuangana Mateta
Verckys Kiamuangana Mateta, né le 19 mai 1944 à Kisantu et mort le 13 octobre 2022 à Kinshasa, est un musicien saxophoniste, compositeur, chef d'orchestre, producteur de disques et chef d'entreprise musicale originaire de la RDC.
Musicien prolifique, il est connu pour être (probablement) le premier Africain à posséder une maison de disques et pour avoir fait découvrir plusieurs stars congolaises par le biais de son studio d'enregistrement et de son label Veve.

## Biographie
Issue d'une famille nantie, Verkys est né Georges Kiamuangana Mateta. Son père était un commerçant à Léopoldville (actuelle Kinshasa). Il a appris la musique à l'église. En tant que saxophoniste, il adopte le nom Verckys inspiré du saxophoniste américain King Curtis, entendant le nom « Curtis » comme « Verckys ».
Il a été membre du groupe de rumba TP OK Jazz, dirigé par François Luambo Makiadi. Le groupe a dominé la scène musicale congolaise des années 1950 aux années 1980.
En 1969, Verckys Kiamuangana quitte TPOK Jazz et forme son propre groupe, l'Orchestre Vévé. Il a également dirigé deux autres groupes, dont il était propriétaire : l'Orchestre Kiam et l'Orchestre Lipua Lipua. Parmi les musiciens qui ont joué pour Verkys dans les années 1970 figurent Nyboma Mwandido et Pepe Kalle. Au début des années 1980, Verckys quitte la scène musicale pour d'autres aventures.
En 2015, la maison de production Sterns Music a sorti sous forme numérique une grande partie de la production du label Éditions Vévé de Verckys.
Le 13 octobre 2022, Georges Kiamuangana Mateta dit Verkys est mort des suites d'une longue maladie au Centre Médical de Kinshasa à l'âge de 78 ans.

## Discographie
Compilations
- Verckys & L'Orchestre Veve, Funk congolais, Afrobeat et Rumba psychédélique 1969 - 1978 (2014, Analog Africa)
- Verckys, Édition Veve 1969-1972 (2015, Sterns)
- Verckys, Edition Veve 1972-1978 (2015, Sterns)
- Verckys, Edition Veve 1969-1978 (2015, Sterns)
- Verckys, Edition Veve 1972-1975 (2015, Sterns)